# Pulvino (arquitectura)

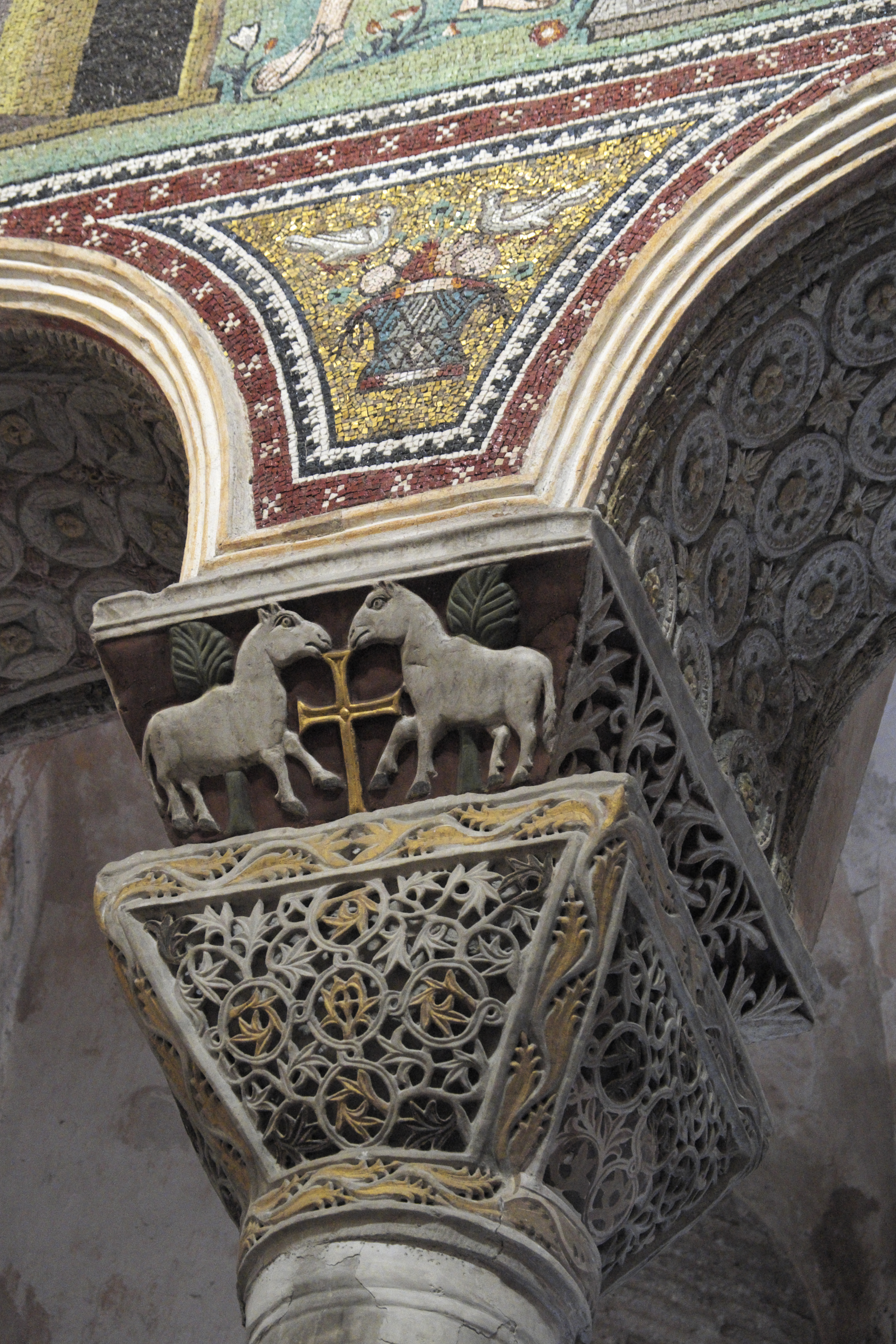
Pulvino decorado con iconografía cristiana en la basílica de San Vital (Rávena).

Un pulvino (del latín: pulvinus, "almohadilla", "cojín"), es un elemento arquitectónico estructural en forma de cojín piramidal invertido, situado entre el capitel de una columna y el arranque de un arco.

## Características
Tiene la función de conectar una estructura portante lineal (columna o pilar) con una estructura soportada (tanto monolítica como de arco plano, arqueado o abovedado) y tiene la forma de un bloque de imposta, parecido a un cojín presionado por un peso. No solo puede aparecer sobre el capitel como una pirámide truncada invertida sino también como un paralelepípedo de base cuadrada u otro tipo de soluciones.
Generalmente va decorado con motivos ornamentales en relieve o calados. El pulvino alcanza su máxima expresión en la arquitectura bizantina. Se pueden encontrar ejemplos en la arquitectura cristiana primitiva de Rávena.
Su particular forma convexa confiere al pulvino la función estructural de concentrar las tensiones generadas por las cargas sobre él y pasar las tensiones sobre la columna ubicada debajo del capitel. Un ejemplo puede verse también en la basílica de San Lorenzo (Florencia), diseñada por Filippo Brunelleschi alrededor de 1420. Allí recurrió a segmentos adicionales de entablamento indebidamente definidos como 'nuez de Brunelleschian'. Los pulvinos, en este caso, crean un entablamento equilibrado, sobre el que se colocan los arcos de medio punto. Este entablamento virtual quiere recordar al real que se puede observar en la pared, de hecho ambos están colocados a la misma altura.

## Ingeniería
Por analogía con la función estática del pulvino sobre una columna, también se atribuye a ciertos elementos estructurales que tienen la función de repartir una carga desde una estructura superpuesta con características de resistencia mecánica más alta, a una estructura inferior de menor resistencia específica y, por tanto, dimensionada de tal manera que reduzca las tensiones unitarias a valores admisibles. En la ingeniería contemporánea, por ejemplo, se utiliza en ferrocarriles para transferir la carga de los rieles a las traviesas. Generalmente, en hierro fundido.

### Galería de pulvinos
|                         |
| Santa Sofia, Benevento. |

|                         |
| Santa Sofia, Benevento. |

|                                 |
| Basílica de San Zenón (Verona). |

|                                      |
| Basílica de San Lorenzo (Florencia). |